# Tropidonophis dolasii
Tropidonophis dolasii — вид змій родини полозових (Colubridae). Ендемік Папуа Нової Гвінеї.

## Поширення і екологія
Tropidonophis aenigmaticus мешкають на островах Фергюссон і Гуденаф в групі островів Д'Антркасто. Вони живуть у вологих тропічних лісах, на болотах і на берегах струмків. Зустрічаються на висоті від 900 до 1090 м над рівнем моря. Полюють на амфібій, самиці відкладають яйця.